# Лайл Грант, Марк
Сэр Марк Джастин Лайл (Лайал, Лаял) Грант (англ. Mark Justin Lyall Grant; р. 29 мая 1956, Великобритания) — британский дипломат. С 2009 по апрель 2015 года — постоянный представитель Великобритании при ООН. С сентября 2015 года — Советник по национальной безопасности Великобритании.

## Биография
- Обучался в Итонском колледже и кембриджском Тринити-колледже.
- В 1996—1998 годах заместитель верховного комиссара и генеральный консул в ЮАР.
- В 1998—2000 годах глава департамента по Евросоюзу Форин-офис.
- В 2000—2003 годах директор африканского департамента Форин-офис.
- В 2003—2006 годах верховный комиссар Великобритании в Пакистане.
- В 2007—2009 годах политдиректор Форин-офис.
- В 2009—2015 годах постоянный представитель Великобритании при ООН.

Четыре месяца являлся председателем Совбеза ООН: ноябрь 2010 года, март 2012 года, июнь 2013 года, август 2014 года.

## Награды
Рыцарь-командор ордена Святых Михаила и Георгия (2006, кавалер 2002).